# Congriscus megastomus
Congriscus megastomus är en fiskart som först beskrevs av Günther, 1877.  Congriscus megastomus ingår i släktet Congriscus och familjen havsålar. Inga underarter finns listade i Catalogue of Life.